# Hồ Tông Hiến
Hồ Tông Hiến hay Hồ Tôn Hiến (1512 - 1565) là nhân vật chính trị, nhà quân sự dưới thời nhà Minh. Hồ Tôn Hiến có công giúp Minh Thế Tông đánh dẹp nụy khấu, sau đó vì vụ việc của Nghiêm Tung mà bị hạ ngục, rồi tự vẫn ở trong ngục. Minh Thần Tông truy đặt tên thụy cho Hồ Tôn Hiến là Tương Mậu.

## Tổ tiên
Tổ tiên của Hồ Tôn Hiến là Hồ Viêm (胡炎), chuyển đến Tích Khê từ đầu thời Đông Tấn. Hồ Tôn Hiến là thế hệ đời thứ 34 của Hồ Viêm. Cựu chủ tịch Trung Quốc là ông Hồ Cẩm Đào cũng thuộc dòng dõi thứ 48 của Hồ Viêm đồng thời là hậu duệ trực hệ của Hồ Tôn Hiến.

## Tiểu sử
Hồ Tôn Hiến sinh ngày 26 tháng 9 âm lịch niên hiệu Chính Đức thứ 7, có tên tự là Nhữ Trinh, hiệu Mai Lâm, quê ở Tích Khê, phủ Huy Châu, nam Trực Lệ (nay là huyện Tích Khê, tỉnh An Huy).

## Cuộc đời
- Năm Gia Tĩnh thứ 17 (đời Minh Thế Tông) (1538), Hồ Tôn Hiến đỗ tiến sĩ.
- Năm Gia Tĩnh thứ 19 (1540), nhậm chức tri huyện Ích Đô (Sơn Đông), trị hạn hán và nạn sâu bọ phá lúa, dẹp yên được trộm cướp, tiếng vang nổi lên từ đấy.
- Từ Năm Gia Tĩnh thứ 21 (1542), do mẹ và cha nối nhau qua đời nên Hồ Tôn Hiến về quê cư tang suốt 5 năm, thời gian này ông tập trung nghiền ngẫm các kinh điển "Võ kinh thất thư", "Đại học diễn nghĩa", tạo cơ sở vững chắc để về sau làm tướng điều binh đánh trận. Hồ Tôn Hiến nghiền ngẫm binh thư, khảo sát thực địa, tổng kết kinh nghiệm và viết thành "Trù hải đồ biên" gồm 13 cuốn trình bày các chiến thuật, chiến lược chống hải khấu, vẽ đồ hình các thành quách, phủ huyện vùng duyên hải cùng các loại thuyền chiến, khí giới trên biển. Hồ Tôn Hiến xem "Trù hải đồ biên" là cẩm nang phòng chống Uy khấu của binh gia.[3]
- Năm Gia Tĩnh thứ 26 (1547), nhậm chức tri huyện Dư Diêu (Chiết Giang), cần mẫn phục vụ chính sự.
- Năm Gia Tĩnh thứ 28 (1549), nhậm chức ngự sử, tuần thị Tuyên Phủ, Đại Đồng, sau đó được điều đến bắc Trực Lệ giữ chức Tuần án Giám sát ngự sử.
- Năm Gia Tĩnh thứ 30 (1551), nhậm chức Tuần án Giám sát ngự sử ở Hồ Quảng, bình định cuộc khởi nghĩa của người H'Mông.
- Năm Gia Tĩnh thứ 33 (1554), nhậm chức Tuần án ngự sử ở Chiết Giang, Triệu Văn Hoa (người trong phe cánh của Nghiêm Tung) lệnh cho Hồ Tôn Hiến dâng sớ đàn hặc Trương Kinh là rút bớt quân lương, hại dân, sợ giặc, sau đó Trương Kinh bị xử trảm, Hồ Tôn Hiến được thăng lên 3 cấp, từ Giám sát ngự sử (hàm chính thất phẩm) thăng lên Hữu thiêm đô ngự sử (hàm chính tứ phẩm).
- Năm Gia Tĩnh thứ 35 (1556), Hồ Tôn Hiến nhiều lần ra quân đánh dẹp Uy khấu ở ven biển đông nam nhưng gặp nhiều bất lợi. Sau đó Tông Hiến sử dụng mưu kế của Từ Vị, chủ yếu chiêu hàng các đầu mục của Uy khấu, lập kế dụ hàng bắt được Uông Trực, Từ Hải, Trần Đông, Ma Diệp đem trị tội.
- Năm Gia Tĩnh thứ 39 (1560), Minh Thế Tông nhân Hồ Tôn Hiến có công bắt được Uông Trực, khen rằng Tông Hiến một lòng vì nước, dốc hết trung mưu, công lao không nhỏ, nên gia phong quan tước để khích lệ. Sau đó Hồ Tôn Hiến được thăng chức Thái tử thái bảo, giữ các chức Đô sát viện tả đô ngự sử kiêm Binh bộ hữu thị lang và Tổng đốc như cũ, ba tháng sau được thăng làm Thượng thư bộ Binh kiêm Đô sát viện hữu đô ngự sử.
- Năm Gia Tĩnh thứ 40 (1561), Hồ Tôn Hiến được thăng hàm Thiếu bảo kiêm quản lý Giang Tây.
- Năm Gia Tĩnh thứ 41 (1562), lúc này do mất Uông Trực, các nhóm hải khấu nổi dậy quấy phá khắp nơi, giăng cờ báo thù, không ai còn nghe lời chiêu an nữa. Triều đình khiển trách Hồ Tôn Hiến nặng nề. Thời điểm này, Hồ Tôn Hiến đã mất chỗ dựa trong triều do cha con Nghiêm Tung bị xử tội phản quốc, còn Triệu Văn Hoa đã chết. Dưới sự chỉ đạo của tân Thủ phụ Từ Giai, Cấp sự trung Nam Kinh là Lục Phụng Nghi dâng sớ tố cáo Hồ Tôn Hiến 10 trọng tội như tham nhũng quân lương, trưng lạm thuế khóa, cùng phe Nghiêm Tung... Do áp lực của nhiều đại thần vốn căm thù Nghiêm Tung, Minh Thế Tông hạ lệnh bãi mọi chức vụ của Hồ Tôn Hiến. Vua niệm tình công lao chống Nụy khấu nên thay đổi chủ ý, hạ chiếu rằng Hồ Tôn Hiến không thuộc phe đảng Nghiêm Tung, xá tội cho về quê cũ ở Long Châu, Tích Khê.[4]
- Năm Gia Tĩnh thứ 43 (1565), Hồ Tôn Hiến về quê được hai năm thì kẻ thân tín là La Long Văn mắc tội, khi khám xét nhà thì quan ngự sử Uông Nhữ Chính phát hiện có bức thư của Hồ Tôn Hiến gửi La Long Văn gửi cho Nghiêm Thế Phan là con của Nghiêm Tung. Tháng 10 năm 1565, Hồ Tôn Hiến bị bắt vào ngục lần thứ hai. Trong ngục, Hồ Tôn Hiến viết "Biện vu sớ" dâng lên, nhưng không có kết quả. Đến ngày 3 tháng 11, Hồ Tôn Hiến viết mấy dòng tuyệt mệnh: "Bảo kiếm mai oan ngục/ Trung hồn nhiễu bạch vân" (Gươm báu chôn ngục oan/ Hồn trung cuộn mây trắng), rồi tự sát, lúc ấy mới 54 tuổi.[4]

## Đánh giá
Năm Vạn Lịch thứ 17 (1589), Minh Thần Tông khẳng định Hồ Tôn Hiến có công lớn trong việc đánh dẹp nụy khấu, cho khôi phục lại quan tước, truy đặt tên thụy là Tương Mậu.
Minh sử đánh giá Hồ Tôn Hiến là "nhiều quyền biến, mê công danh, từ quen biết Triệu Văn Hoa mà liên kết với cha con Nghiêm Tung, hàng năm dâng hiến vàng bạc, mỹ nữ, đồ xa xỉ vô số... Tính hiếu khách, thường mời sĩ phu đông nam đến bàn việc, do đó danh tiếng dậy lên...  Nhưng đặt thêm lao dịch, tăng thuế khóa, dân chúng khốn khổ; còn việc chiếm đoạt của công, vơ vét tài sản của phú hào thì rất nhiều".

## Trong văn học
Hồ Tôn Hiến được nhắc đến trong hai tác phẩm Kim Vân Kiều của Thanh Tâm Tài Nhân và Truyện Kiều của Nguyễn Du.
Kim Vân Kiều thuật lại việc Hồ Tôn Hiến dùng kế đánh dẹp nụy khấu Từ Hải: Hồ Tôn Hiến mang vàng bạc đến chiêu hàng, ái thiếp của Từ Hải là Vương Thúy Kiều thuyết Từ Hải ra hàng, Hồ Tôn Hiến đặt binh mai phục giết chết Từ Hải, trong tiệc rượu làm nhục Thúy Kiều rồi gả nàng cho tù trưởng Vĩnh Thuận làm thiếp. Khi đi ngang qua sông Tiền Đường, Thúy Kiều uất ức nhảy xuống sông tự vẫn.
Trong Truyện Kiều, Nguyễn Du miêu tả Hồ Tôn Hiến là một người bất nhân, bất nghĩa, thất tín và háo sắc: "Nghe càng đắm ngắm càng say - Lạ cho mặt sắt cũng ngây vì tình".